# Born This Way: The Collection
Born This Way: The Collection là album tổng hợp thứ ba của nữ ca sĩ người Mỹ Lady Gaga, được phát hành vào ngày 18 tháng 11 năm 2011 thông qua hãng đĩa Interscope Records. Bộ album được phát hành dưới dạng box set ba đĩa này bao gồm các bài hát trong album phòng thu thứ hai Born This Way của nữ ca sĩ, album phối lại Born This Way: The Remix và đĩa DVD Lady Gaga Presents the Monster Ball Tour: At Madison Square Garden. Nhiếp ảnh gia Nick Knight là người đã chụp hình bìa cho box set. Bức hình bìa này thể hiện hình ảnh Gaga mặc một chiếc váy được làm từ slime do nhà thiết kế thời trang Bart Hess thiết kế. Box set được đi kèm với một cái digipak và những cuốn sổ booklet hoàn toàn mới.
Kể từ khi phát hành, box set đã nhận được những lời phản hồi tích cực từ các nhà phê bình, nhưng lại đạt được thành công khiêm tốn khi chỉ lọt vào các bảng xếp hạng âm nhạc tại Hy Lạp, Ý và Hàn Quốc.

## Bối cảnh phát hành
Tháng 10 năm 2011, Lady Gaga công bố rằng cô sẽ phát hành một box set có tựa đề là Born This Way: The Collection và một album phối lại mang tên Born This Way: The Remix. Box set được ra mắt lần đầu tiên tại Đức vào ngày 18 tháng 11 năm 2011 và bao gồm 17 bài hát trích từ album phòng thu thứ hai của nữ ca sĩ Born This Way, album phối lại nói trên, và một đĩa DVD của phim tài liệu Lady Gaga Presents the Monster Ball Tour: At Madison Square Garden được phát sóng trên kênh HBO. Cùng với box set, Lady Gaga cũng dự định sẽ phát hành thêm một coffee table book (tạm dịch: cuốn sách trên bàn uống cà phê), là một cuốn sách chứa những hình ảnh được chụp từ chuyến lưu diễn The Fame Ball Tour. Bìa album chính thức ra mắt vào ngày 21 tháng 10 năm 2011. Trong hình, Gaga mặc một chiếc váy được làm từ slime do nhà thiết kế Bart Hess thiết kế, một cái mũ được làm từ thủy tinh hữu cơ do Charlie le Mindu sáng tạo, và một đôi giày cao gót của nhà thiết kế Alexander McQueen. Nhiếp ảnh gia Nick Knight là người đã chụp hình bìa. Bức hình này trước đây từng là một trong những bức hình chụp hỏng (outtake) trong quá trình chụp hình bìa cho album Born This Way, sau này được chình sửa lại và lấy làm bìa cho box set. Box set bao gồm những cuốn booklet mới bổ sung cho những cuốn booklet cũ. Cả box set được đựng trong một cái digipak.

## Tiếp nhận
Stephen Thomas Erlewine từ trang AllMusic đã cho box set một lời đánh giá tích cực, nhận xét rằng album "là dành cho tất cả người hâm mộ của nữ ca sĩ, những người không thể sưu tập một hay tất cả các album nằm trong box set này, thì đây là một cách thuận lợi để thu thập các album đó luôn một lần." Website Idolator đã tổ chức một cuộc thi dành cho người hâm mộ Gaga với phần thưởng là box set này, bằng cách gửi một dòng tweet rồi gửi e-mail ghi rõ thông tin cá nhân gồm tên, ngày sinh và một liên kết dẫn đến dòng tweet về cho website. Born This Way: The Collection ra mắt trên bảng xếp hạng Greek Albums Chart của Hy Lạp tại vị trí thứ 67 vào số xuất bản ngày 16 tháng 12 năm 2011. Vào tuần kế tiếp, album vươn lên thêm 18 hạng nữa, đạt vị trí thứ 49, là vị trí cao nhất của album trên bảng xếp hạng. Album ra mắt trên Bảng xếp hạng Âm nhạc Gaon tại vị trí thứ 18 vào số xuất bản ngày 3 tháng 12 năm 2011, giữ vững sự có mặt của nó trên bảng xếp hạng này tại Hàn Quốc trong chỉ một tuần.

## Danh sách bài hát
| Đĩa 1 – Lady Gaga Presents the Monster Ball: At Madison Square Garden (DVD) | Đĩa 1 – Lady Gaga Presents the Monster Ball: At Madison Square Garden (DVD) | Đĩa 1 – Lady Gaga Presents the Monster Ball: At Madison Square Garden (DVD) |
| STT                                                                         | Nhan đề                                                                     | Thời lượng                                                                  |
| --------------------------------------------------------------------------- | --------------------------------------------------------------------------- | --------------------------------------------------------------------------- |
| 1.                                                                          | "Intro"                                                                     | 4:32                                                                        |
| 2.                                                                          | "Dance in the Dark"                                                         | 2:36                                                                        |
| 3.                                                                          | "Glitter & Grease"                                                          | 2:36                                                                        |
| 4.                                                                          | "Just Dance"                                                                | 4:22                                                                        |
| 5.                                                                          | "Beautiful, Dirty, Rich"                                                    | 4:20                                                                        |
| 6.                                                                          | "The Fame"                                                                  | 4:15                                                                        |
| 7.                                                                          | "LoveGame"                                                                  | 10:41                                                                       |
| 8.                                                                          | "Boys Boys Boys"                                                            | 3:17                                                                        |
| 9.                                                                          | "Money Honey"                                                               | 3:16                                                                        |
| 10.                                                                         | "Telephone"                                                                 | 6:34                                                                        |
| 11.                                                                         | "Speechless"                                                                | 6:16                                                                        |
| 12.                                                                         | "You and I"                                                                 | 9:24                                                                        |
| 13.                                                                         | "So Happy I Could Die"                                                      | 4:43                                                                        |
| 14.                                                                         | "Monster"                                                                   | 6:37                                                                        |
| 15.                                                                         | "Teeth"                                                                     | 9:41                                                                        |
| 16.                                                                         | "Alejandro"                                                                 | 5:24                                                                        |
| 17.                                                                         | "Poker Face"                                                                | 3:57                                                                        |
| 18.                                                                         | "Paparazzi"                                                                 | 6:30                                                                        |
| 19.                                                                         | "Bad Romance"                                                               | 6:22                                                                        |
| 20.                                                                         | "Born This Way"                                                             | 9:07                                                                        |
| 21.                                                                         | "Born This Way" (hát chay)                                                  | 3:16                                                                        |
| 22.                                                                         | "Hậu trường tại chuyến lưu diễn The Monster Ball Tour"                      | 12:50                                                                       |
| 23.                                                                         | "Thư viện ảnh"                                                              |                                                                             |

| Đĩa 2 – Born This Way (Phiên bản đặc biệt) | Đĩa 2 – Born This Way (Phiên bản đặc biệt) | Đĩa 2 – Born This Way (Phiên bản đặc biệt) | Đĩa 2 – Born This Way (Phiên bản đặc biệt)         | Đĩa 2 – Born This Way (Phiên bản đặc biệt) |
| STT                                        | Nhan đề                                    | Sáng tác                                   | Sản xuất                                           | Thời lượng                                 |
| ------------------------------------------ | ------------------------------------------ | ------------------------------------------ | -------------------------------------------------- | ------------------------------------------ |
| 1.                                         | "Marry the Night"                          | Lady Gaga Fernando Garibay                 | Lady Gaga Garibay                                  | 4:24                                       |
| 2.                                         | "Born This Way"                            | Lady Gaga Jeppe Laursen                    | Lady Gaga Laursen, Garibay DJ White Shadow         | 4:20                                       |
| 3.                                         | "Government Hooker"                        | Lady Gaga Garibay DJ White Shadow          | Lady Gaga DJ White Shadow Garibay [a] DJ Snake [a] | 4:14                                       |
| 4.                                         | "Judas"                                    | Lady Gaga RedOne                           | Lady Gaga RedOne                                   | 4:09                                       |
| 5.                                         | "Americano"                                | Lady Gaga Garibay DJ White Shadow Alara    | Lady Gaga Garibay DJ White Shadow                  | 4:06                                       |
| 6.                                         | "Hair"                                     | Lady Gaga RedOne                           | Lady Gaga RedOne                                   | 5:08                                       |
| 7.                                         | "Scheiße"                                  | Lady Gaga RedOne                           | Lady Gaga RedOne                                   | 3:45                                       |
| 8.                                         | "Bloody Mary"                              | Lady Gaga Garibay DJ White Shadow          | Lady Gaga DJ White Shadow Garibay [a] Sparks [a]   | 4:04                                       |
| 9.                                         | "Black Jesus † Amen Fashion"               | Lady Gaga DJ White Shadow                  | Lady Gaga DJ White Shadow                          | 3:50                                       |
| 10.                                        | "Bad Kids"                                 | Lady Gaga Laursen Garibay DJ White Shadow  | Lady Gaga Laursen Garibay DJ White Shadow          | 4:15                                       |
| 11.                                        | "Fashion of His Love"                      | Lady Gaga Garibay                          | Lady Gaga Garibay                                  | 4:12                                       |
| 12.                                        | "Highway Unicorn (Road to Love)"           | Lady Gaga Garibay DJ White Shadow          | Lady Gaga Garibay DJ White Shadow                  | 4:13                                       |
| 13.                                        | "Heavy Metal Lover"                        | Lady Gaga Garibay                          | Lady Gaga Garibay                                  | 5:07                                       |
| 14.                                        | "Electric Chapel"                          | Lady Gaga DJ White Shadow                  | Lady Gaga DJ White Shadow                          | 5:21                                       |
| 15.                                        | "The Queen"                                | Lady Gaga Garibay                          | Lady Gaga Garibay                                  | 5:16                                       |
| 16.                                        | "You and I"                                | Lady Gaga                                  | Lady Gaga Lange                                    | 5:07                                       |
| 17.                                        | "The Edge of Glory"                        | Lady Gaga Garibay DJ White Shadow          | Lady Gaga Garibay                                  | 5:20                                       |

| Đĩa 3 – Born This Way: The Remix | Đĩa 3 – Born This Way: The Remix                   | Đĩa 3 – Born This Way: The Remix               | Đĩa 3 – Born This Way: The Remix                                                                    | Đĩa 3 – Born This Way: The Remix |
| STT                              | Nhan đề                                            | Sáng tác                                       | Sản xuất                                                                                            | Thời lượng                       |
| -------------------------------- | -------------------------------------------------- | ---------------------------------------------- | --------------------------------------------------------------------------------------------------- | -------------------------------- |
| 1.                               | "Born This Way" (Zedd Remix)                       | Lady Gaga Jeppe Laursen                        | (phối lại và phối khí do Zedd đảm nhiệm)                                                            | 6:31                             |
| 2.                               | "Judas" (Goldfrapp Remix)                          | Lady Gaga RedOne                               | (phối lại bởi Goldfrapp)                                                                            | 4:41                             |
| 3.                               | "The Edge of Glory" (Foster the People Remix)      | Lady Gaga Garibay DJ White Shadow              | (phối lại bởi Foster the People)                                                                    | 6:09                             |
| 4.                               | "You and I" (Wild Beasts Remix)                    | Lady Gaga                                      | (phối lại và đồng sản xuất bởi Wild Beasts)                                                         | 3:50                             |
| 5.                               | "Marry the Night" (The Weeknd & Illangelo Remix)   | Lady Gaga Garibay                              | (phối lại bởi The Weeknd và Illangelo, giọng nền bổ sung bởi The Weeknd)                            | 4:03                             |
| 6.                               | "Black Jesus † Amen Fashion" (Michael Woods Remix) | Lady Gaga DJ White Shadow                      | (phối lại, đồng sản xuất và chơi keyboard bởi Michael Woods với sự giúp đỡ từ Three Six Zero Group) | 6:11                             |
| 7.                               | "Bloody Mary" (The Horrors Remix)                  | Lady Gaga Garibay DJ White Shadow              | (phối lại bởi The Horrors)                                                                          | 5:18                             |
| 8.                               | "Scheiße" (Guéna LG Club Remix)                    | Lady Gaga RedOne                               | (phối lại và đồng sản xuất bởi Guéna LG, phối khí bởi Julien Carret)                                | 5:45                             |
| 9.                               | "Americano" (Gregori Klosman Remix)                | Lady Gaga Garibay DJ White Shadow Cheche Alara | (phối khí bởi Gregori Klosman)                                                                      | 6:07                             |
| 10.                              | "Electric Chapel" (Two Door Cinema Club Remix)     | Lady Gaga DJ White Shadow                      | (phối lại bởi Two Door Cinema Club)                                                                 | 3:59                             |
| 11.                              | "You and I" (Metronomy Remix)                      | Lady Gaga                                      | (phối lại và đồng sản xuất bởi Joseph Mount)                                                        | 4:20                             |
| 12.                              | "Judas" (Hurts Remix)                              | Lady Gaga RedOne                               | (phối lại bởi Hurts)                                                                                | 3:57                             |
| 13.                              | "Born This Way" (Twin Shadow Remix)                | Lady Gaga Laursen                              | (phối lại bởi Twin Shadow)                                                                          | 4:05                             |
| 14.                              | "The Edge of Glory" (Sultan & Ned Shepard Remix)   | Lady Gaga Garibay DJ White Shadow              | (phối lại bởi Sultan & Ned Shepard)                                                                 | 6:33                             |

Chú thích
- ^[a]  biểu thị người đồng sản xuất.

## Xếp hạng
| Bảng xếp hạng (2011)            | Vị trí xếp hạng cao nhất |
| ------------------------------- | ------------------------ |
| Hy Lạp (IFPI)                   | 49                       |
| Album Ý (FIMI)                  | 98                       |
| Album Hàn Quốc Quốc tế (Circle) | 18                       |

## Lịch sử phát hành
| Khu vực  | Ngày                 | Định dạng | Hãng đĩa                      | Phiên bản        |
| -------- | -------------------- | --------- | ----------------------------- | ---------------- |
| Đức      | 18 tháng 11 năm 2011 | CD DVD    | Universal Music               | Thường           |
| Canada   | 21 tháng 11 năm 2011 | CD DVD    | Universal Music               | Thường           |
| Nhật Bản | 21 tháng 11 năm 2011 | CD DVD    | Streamline Interscope KonLive | Thường           |
| Anh Quốc | 21 tháng 11 năm 2011 | CD DVD    | Polydor                       | Thường           |
| Anh Quốc | 21 tháng 11 năm 2011 | CD DVD    | Streamline Interscope KonLive | Thường           |
| Hoa Kỳ   | 21 tháng 11 năm 2011 | CD DVD    |                               | Thường           |
| Canada   | 29 tháng 11 năm 2011 | CD DVD    | Cao cấp                       |                  |
| Nhật Bản | 29 tháng 11 năm 2011 | CD DVD    | Cao cấp                       | Polydor          |
| Hoa Kỳ   | 27 tháng 12 năm 2011 | CD DVD    | Cao cấp                       | 101 Distribution |